# STIM (disciplines)
Pour les articles homonymes, voir STEM.
STIM (science, technologie, ingénierie et mathématiques) en français canadien ou STEM (acronyme de science, technology, engineering, and mathematics), en anglais, est un américanisme désignant quatre disciplines : science, technologie, ingénierie et mathématiques.
En 2011, selon l’United States National Research Council et le National Science Foundation, ces disciplines sont centrales aux sociétés technologiquement avancées.
Dans son plan stratégique 2024-2033 des sciences au service du développement durable, l'UNESCO veut renforcer les programmes d'éducation aux STEM pour assurer un accès égal des filles et des garçons à ces disciplines.

## Histoire
L'acronyme STEM pour Science, Technology, Engineering and Mathematics apparaît pour la première fois en 1992.
L'enseignant Beverly Schwartz développe un programme de mentoring pour ces disciplines à l'Université d'État de New York et fonde une association pour toucher des fonds.
En 1992 également, l'ingénieur Charles Vela développe à destination des minorités hispaniques aux États Unis un programme STEM avec le Center for the Advancement of Hispanics in Science and Engineering Education (CAHSEE) qu'il a créé et la Society of Hispanic Professional Engineers (SHPE). Le programme est subventionné par la NASA à partir de 1993.
En 2001, la Fondation nationale pour la science, qui utilisait jusqu'alors l'acronyme SMET pour Science, Mathematics, Engineering and Technology, opte pour l'adoption de l'acronyme STEM. Le terme est remplacé en l'espace de deux ans dans les documents officiels.

## STIM et soutenabilité
D'après les organisations internationales, les STIM et l’innovation jouent un rôle dans l'élimination de la pauvreté et la protection de la planète. Les STEM occupent une place particulière dans les engagements et agendas internationaux, notamment ceux qui sont relatifs à une éducation de qualité inclusive et équitable et à l’apprentissage tout au long de la vie, visant à l’égalité des sexes et à l’autonomisation des femmes. Les objectifs de développement durable convenus par les Nations unies comprennent des cibles spécifiques demandant aux pays de renforcer l’accès à l’éducation aux STEM et aux technologies, et à réduire les disparités entre les sexes. La Déclaration d’Incheon et le Cadre d’action note que l’attention portée à la qualité et à l’innovation « demandera que l’on renforce l’enseignement des sciences, de la technologie, de l’ingénierie et des mathématiques (STIM) » et qu’ « il conviendrait de porter une attention particulière à l’octroi de bourses aux filles et aux femmes pour leur permettre d’étudier dans le domaine des STEM ».
Le Programme d’action d’Addis- Abeba offre un cadre global au financement du développement durable et appelle les pays à « [intensifier] les investissements dans l’enseignement des sciences, de la technologie, de l’ingénierie et des mathématiques… et [à veiller] à assurer aux femmes et aux filles l’égalité d’accès ».
Les progrès enregistrés dans les STIM ont déjà entraîné des améliorations dans de nombreux aspects de la vie tels que la santé, l’agriculture, les infrastructures et les énergies renouvelables. L’éducation aux STIM est aussi la clé de la préparation des élèves au monde du travail, permettant l’entrée dans les carrières en demande des STIM de demain.

## Autres variantes
- MINT (Mathematics, Information sciences, Natural sciences, and Technology)
- STEAM (Science, Technology, Engineering, Arts, and Mathematics)

## Voir aussi

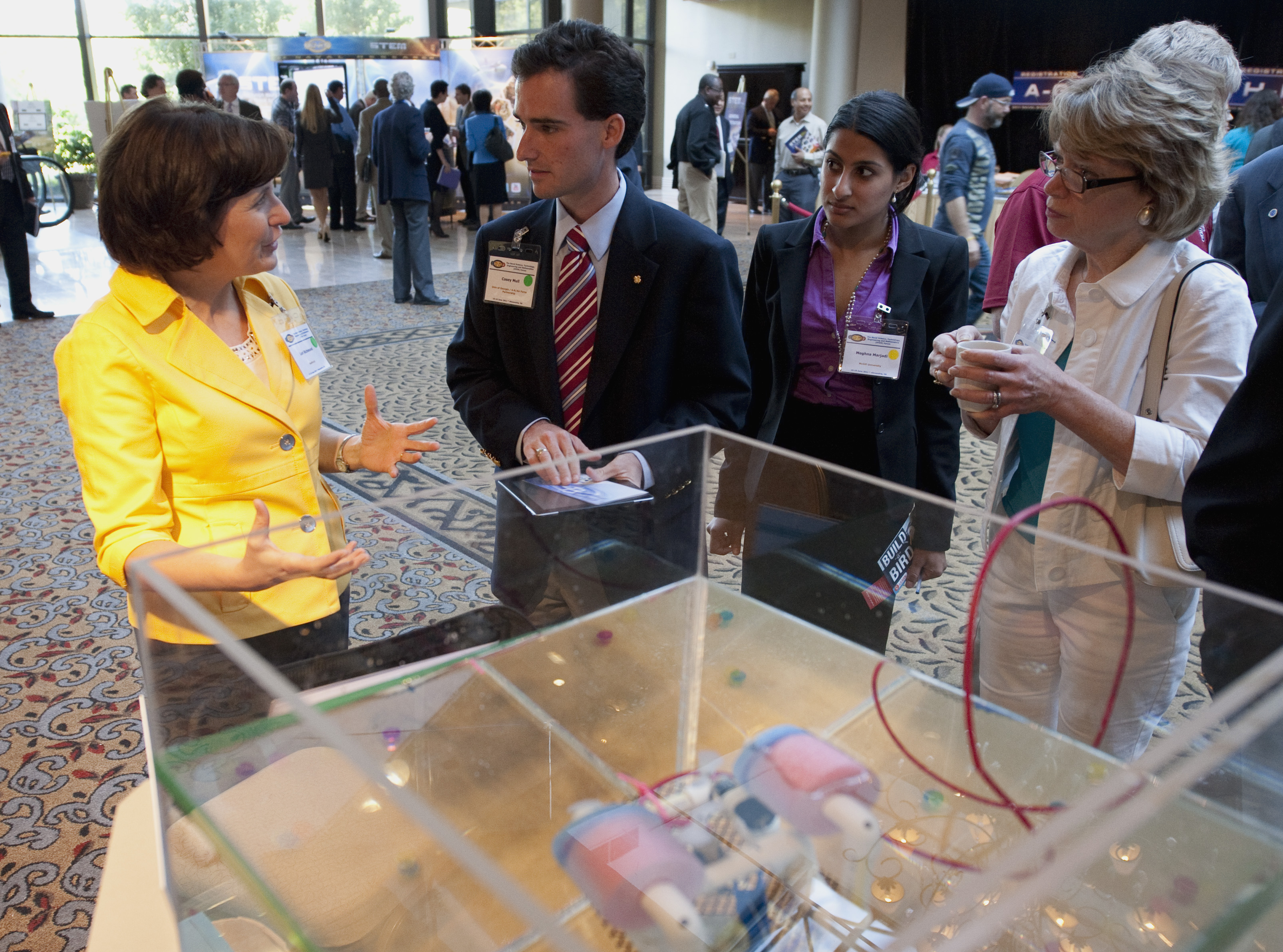
Le SeaPerch (présenté ici au forum Naval Science, Technology, Engineering and Mathematics) est un programme d'initiation des étudiants aux disciplines STIM.

## Sources
- Cet article est partiellement ou en totalité issu de la page « Déchiffrer le code : l'éducation des filles et des femmes aux sciences, technologie, ingénierie et mathématiques (STEM) » de UNESCO, publié par UNESCO, le texte ayant été placé par l’auteur ou le responsable de publication sous la CC-BY-SA 3.0 IGO